# Sébastien Caron
Sébastien Caron (* 25. Juni 1980 in Amqui, Québec) ist ein ehemaliger kanadischer Eishockeytorwart, der in seiner Karriere unter anderem 95 Spiele in der National Hockey League absolvierte. Zudem war er für Fribourg-Gottéron und den HC Lugano in der National League A (NLA) sowie für die Iserlohn Roosters und Hamburg Freezers in der Deutschen Eishockey Liga aktiv.

## Karriere
Sébastien Caron begann seine Karriere als Eishockeyspieler bei den Océanic de Rimouski, für das er von 1998 bis 2000 in der kanadischen Juniorenliga LHJMQ aktiv war. Mit Rimouski gewann er in der Saison 1999/2000 zunächst die Coupe du Président, die Meisterschaft der LHJMQ, sowie anschließend den Memorial Cup, das Finalturnier um die Meisterschaft der Canadian Hockey League. Der Torwart hatte einen großen Anteil am Erfolg seiner Mannschaft und wurde in das All-Star-Team des Memorial Cup gewählt. Zudem erhielt er die Hap Emms Memorial Trophy als bester Torwart. In seiner Zeit in Rimouski wurde er im NHL Entry Draft 1999 in der dritten Runde als insgesamt 86. Spieler von den Pittsburgh Penguins ausgewählt, für die er in der Saison 2002/03 sein Debüt in der National Hockey League gab, nachdem er in den beiden Jahren zuvor ausschließlich für Pittsburghs Farmteam aus der American Hockey League, die Wilkes-Barre/Scranton Penguins, aktiv gewesen war. In seinem Rookiejahr in der NHL konnte er mit einem Gegentorschnitt von 2,64 überzeugen und wurde in das NHL All-Rookie Team gewählt.
Von 2003 bis 2006 kam Caron regelmäßig für die Pittsburgh Penguins in der NHL zum Einsatz und spielte nur noch gelegentlich für deren AHL-Farmteam, die Wilkes-Barre/Scranton Penguins. Den Lockout während der NHL-Saison 2004/05 überbrückte er in seiner Heimat Québec in der Ligue Nord-Américaine de Hockey, wo er für die Fjord du Saguenay und Mission de Sorel-Tracy zwischen den Pfosten stand. Am 8. August 2006 unterschrieb er als Free Agent bei den Chicago Blackhawks, für die er nur ein Spiel bestritt. Stattdessen lief er in der AHL für deren Farmteam, die Norfolk Admirals, auf. Noch vor dem Jahreswechsel wurde er aber zu den Anaheim Ducks transferiert. Auch bei den Kaliforniern konnte sich der Kanadier nicht durchsetzen und spielte überwiegend in der AHL für die Portland Pirates.
Im Sommer 2007 wurde Caron von Fribourg-Gottéron aus der Schweizer National League A verpflichtet, für die er drei Spielzeiten im Tor stand. Im August 2010 unterzeichnete Caron einen auf ein Jahr befristeten Vertrag beim russischen Klub HK Traktor Tscheljabinsk aus der Kontinentalen Hockey-Liga, der im November des gleichen Jahres aufgelöst wurde. Daraufhin kehrte Caron in die Schweiz zurück und wurde vom HC Lugano verpflichtet.
Am 20. Juli 2011 unterzeichnete Caron einen Kontrakt bei den Iserlohn Roosters aus der Deutschen Eishockey Liga. Der Vertrag wurde aufgrund hervorragender Leistungen Carons bereits im Dezember 2011 bis zum Ende der Spielzeit 2013/14 verlängert. Aufgrund großer personeller Probleme auf der Torwartposition wurde er im März 2012 von den Tampa Bay Lightning mit einem Vertrag bis Saisonende 2011/12 verpflichtet und gab nach dem Ausscheiden der Iserlohn Roosters aus den DEL Play-Offs am 29. März 2012 sein Debüt im Trikot der Bolts. Im Juni 2012 wurde er zusammen mit drei Draftpicks von den Tampa Bay Lightning, welche im Gegenzug Kyle Wilson und Anders Lindbäck sowie einen Draftpick beim NHL Entry Draft 2012 erhielten, zu den Nashville Predators transferiert. Anschließend kehrte er nach Iserlohn zurück. 
Kurz nach Beginn der Saison 2013/14 beurlaubten die Roosters Caron mit sofortiger Wirkung. Über die Gründe wurde Stillschweigen vereinbart. Caron schloss sich noch im Oktober 2013 dem Liga-Rivalen Hamburg Freezers an. Im September 2015 zog er sich eine Verletzung an der Bandscheibe zu, sodass er den Großteil der Saison 2015/16 ausfiel.
Im Frühjahr 2016 endete Carons Profikarriere und er kehrte in den Großraum Wilkes-Barre zurück. Beim AHL-Team der Penguins erhielt er in den folgenden Jahren mehrfach Tryout-Verträge. Der Club wollte damit für personelle Engpässe vorsorgen. Zu weiteren Profi-Einsätzen kam Caron allerdings nicht. Seit 2020 betreut er die Torhüter des Eishockey-Teams am Elmira College.

## Erfolge und Auszeichnungen
| - 2000 Coupe-du-Président-Gewinn mit den Océanic de Rimouski - 2000 Memorial-Cup-Gewinn mit den Océanic de Rimouski - 2000 Memorial Cup All-Star Team - 2000 Hap Emms Memorial Trophy | - 2003 NHL All-Rookie Team - 2008 Spengler-Cup-Gewinn mit Team Canada - 2012 Iserlohns Sportler des Jahres |